# Jubokko
Der Jubokko (樹木子; wörtl. „Baumkind“) ist ein fiktives Wesen aus japanischen Großstadtlegenden. Er gilt als „moderner Yōkai“ („Dämon“) und wird als arglistig und böse beschrieben.

## Beschreibung
Der Jubokko soll auf alten Schlachtfeldern erscheinen, auf denen besonders viel Blut geflossen ist. Er begann ursprünglich als einfaches, normales Bäumchen. Weil er aber so viel Blut von Kriegsopfern aufgesaugt habe, sei seine Seele verdorben und habe sich alsbald in einen baumgestaltigen Yōkai verwandelt. Der Jubokko soll rein äußerlich kaum von anderen Bäumen derselben Art zu unterscheiden sein. Er falle im Grunde nur dann auf, wenn man ihm bereits zu nahegekommen sei. Zwischen seinen üppigen und dicht wachsenden Zweigen und Blättern sollen sich zahllose, lange Dornen befinden, die, Kanülen gleich, innen hohl sind. Sobald ein unachtsamer Wanderer unter den Zweigen stehe, packe der Jubokko sein Opfer, ramme seine Dornen in dessen Körper und sauge es komplett blutleer. Die Gebeine bedecke er dann mit seinen Wurzeln.

## Hintergrund
Der Jubokko wird erstmals im Lexikon Zusetsu Nihon Yōkai Taizen (図説 日本妖怪大全; Bilderlexikon der japanischen Monster) des japanischen Folkloristen und SiFi-Autors Shigeru Mizuki aus dem Jahr 1984 beschrieben. Andere Folkloristen und Gelehrte wie Natsuhiko Kyogoku, Tada Natsumi und Murakami Kenji weisen darauf hin, dass in keiner bekannten antiken oder klassischen Yōkai-Literatur von blutsaugenden Baumyōkais berichtet wird. Es gebe zwar etliche wenig bekannte Baumyōkais aus unterschiedlichsten Epochen, doch keiner davon passe von seiner Eigenart her zum Jubokko. Auch der Name „Jubokko“ tauche nicht vor Shigerus Literatur auf. Daher geht die allgemeine Forschung heute davon aus, dass Shigeru den Jubokko für seine populäre Manga-Literatur und Anime-Serien (zum Beispiel GeGeGe no Kitarō) eigens erschaffen hat. Der Jubokko gilt daher als „moderner Yōkai“, auch wenn er strenggenommen zur Kategorie der urbanen Legende gerechnet werden muss. Ein ähnliches Phänomen ist auch von anderen „modernen Yōkai“ wie der Kuchisake-onna und dem Kunekune bekannt.